# Magnus Plessen
Magnus Plessen (Amburgo, 1967) è un artista tedesco, che vive e lavora a Berlino.

## Biografia
Magnus Plessen ha lavorato come fotografo, cameraman e come pittore dagli anni 2000.
Dal 2014 lavora alla serie 1914, che tratta della felicità e dell'impermanenza basata sui colpiti prima guerra mondiale. Il punto di partenza è il libro Krieg dem Kriege del pacifista tedesco Ernst Friedrich, del 1924. L'artista conduce un corso presso l'Accademia d'arte di Karlsruhe dall'aprile 2019.

## Opere
Le opere di Plessen "oscillano tra figurazione e astrazione e sono caratterizzate da un proprio linguaggio formale". I suoi dipinti combinano frammenti di corpi fluttuanti come teste, braccia, gambe e mani con oggetti di uso quotidiano. Le prime immagini della serie del 1914 tentarono di minare le forme tradizionali di rappresentazione; le nuove opere "acuiscono ulteriormente questo approccio nella dissoluzione del rapporto figura-sfondo". "La superficie pittorica e le forme che vi appaiono cadono radicalmente in una: volti, arti, oggetti quotidiani duplicati non trovano un posto appositamente designato e spazialmente definito sulle superfici del quadro, ma piuttosto appaiono come se fossero intarsiati nel supporto del quadro".

## Alcune mostre
- 2014 The Rose Art Museum, Boston, USA
- 2012 Nacional Centro de Arte Reina Sofía, Madrid, Spagna
- 2012 Museum of Contemporary Art, Denver, CO, USA
- 2004 Centre Pompidou, Parigi, Francia
- 2002 K21 Art Collection North Rhine-Westphalia, Düsseldorf, Germania
- 2002 PS1, New York, USA
- 2001 Nuovo Museo d'Arte Lucerna, Svizzera